# Diecéze Attalea v Pamfýlii
Diecéze Attalea v Pamfýlii je titulární diecéze římskokatolické církve.

## Historie
Attalea v Pamfýlii, identifikovatelná s Antalyí v dnešním Turecku, je starobylé biskupské sídlo, nacházející se v římské provincii Pamfýlie II. Byla součástí Konstantinopolského patriarchátu a sufragánnou arcidiecéze Perge.
Attalea, přístavní město, bylo sídlo antické křesťanské komunity, jejíž počátky sahají až do počátku křesťanství. Zde prošli apoštolové Svatý Pavel a Svatý Barnabáš, jak je řečeno ve Skutcích apoštolských (Sk 14, 25 – 25, 25 (Kral, ČEP)).
Lequien uvádí tři jména biskupů které jsou uváděny i u Diecéze Attalea v Lýdii: Theodorus (Efezský koncil, 431), Ioannes (Koncil v Konstantinopoli, 518), Simeon (Čtvrtý konstantinopolský koncil, 879). Dále je znám biskup Eustachius, který v předvečer začátku Efezského koncilu, odstoupil z řízení diecéze, z důvodu jeho neoblíbenosti. Dalším biskupem je Paulus, zúčastněný roku 787 Druhého nikajského koncilu. V 11. století bylo sídlo povýšeno na metropolitní.
Dnes je využívána jako titulární biskupské sídlo; v současnosti je bez titulárního biskupa. V 19. století měla jméno Attalia, až roku 1933 bylo její jméno přeměněno na současné.

## Seznam biskupů
- Eustachius (? – 431)
- Theodorus (431 – ?)
- Ioannes (zmíněn roku 518)
- Paulus (zmíněn roku 787)
- Simeon (zmíněn roku 879)

## Seznam titulárních biskupů
- 1839 – 1842 Agustin Fernández de Córdoba
- 1845 – 1871 Jean-Baptiste Boucho, M.E.P.
- 1874 – 1879 Petrus Maria Vrancken
- 1881 – 1900 Giovanni Kupelian
- 1901 – 1918 Franciszek Albin Symon
- 1919 – 1921 Willibrord Benzler, O.S.B.
- 1921 – 1921 Antonio Lega
- 1922 – 1924 Patrick Joseph O'Donnell
- 1925 – 1937 Pedro Ladislao González y Estrada
- 1937 – 1939 Rafael Ignacio Arias Blanco
- 1940 – 1946 Dominic Luke Capozi, O.F.M.
- 1947 – 1953 Jean Batiot, C.S.Sp.
- 1953 – 1955 Michael Wasaburo Urakawa
- 1956 – 1966 George Hamilton Pearce, S.M.